# Gobernador Virasoro
Gobernador Virasoro est une ville d'Argentine située dans la province de Corrientes dans la région de la Mésopotamie. Sa population atteignait 30 666 hab en 2010.
La ville se trouve dans la partie nord-est de la province, à 64 km de la ville de Santo Tomé, 90 de Posadas par la Route nationale 14. Les marais de l'Esteros del Iberá sont à 80 km à l'ouest.
Elle a été fondée en 1926, son nom originel était « Villa Vuelta del Ombú » en référence à un ranch créé par les jésuites. Elle a été renommée ensuite en hommage à Valentín Virasoro, un ingénieur topographe qui a étudié la région des marais.

## Climat
| Mois                              | jan.  | fév.  | mars  | avril | mai   | juin | jui.  | août | sep.  | oct.  | nov.  | déc. | année   |
| --------------------------------- | ----- | ----- | ----- | ----- | ----- | ---- | ----- | ---- | ----- | ----- | ----- | ---- | ------- |
| Température minimale moyenne (°C) | 20,9  | 19,7  | 18,4  | 15,5  | 12,8  | 11,1 | 10,6  | 12,2 | 13,2  | 15,9  | 17,3  | 19,9 | 15,6    |
| Température moyenne (°C)          | 26,7  | 24,8  | 23,8  | 20,7  | 17,8  | 15,8 | 15,5  | 17,7 | 18,6  | 21,2  | 23,1  | 25,7 | 20,9    |
| Température maximale moyenne (°C) | 32,5  | 30    | 29,3  | 26    | 22,8  | 20,6 | 20,4  | 23,2 | 24,1  | 26,5  | 28,9  | 31,6 | 26,3    |
| Précipitations (mm)               | 166,4 | 214,3 | 146,8 | 218,3 | 259,2 | 87,8 | 118,9 | 76,4 | 122,7 | 246,5 | 176,8 | 169  | 1 907,7 |

| Diagramme climatique                                  |             |               |             |               |              |               |              |               |               |               |             |
| J                                                     | F           | M             | A           | M             | J            | J             | A            | S             | O             | N             | D           |
| 32,520,9166,4                                         | 3019,7214,3 | 29,318,4146,8 | 2615,5218,3 | 22,812,8259,2 | 20,611,187,8 | 20,410,6118,9 | 23,212,276,4 | 24,113,2122,7 | 26,515,9246,5 | 28,917,3176,8 | 31,619,9169 |
| Moyennes : • Temp. maxi et mini °C • Précipitation mm |             |               |             |               |              |               |              |               |               |               |             |

## Traduction
- (en) Cet article est partiellement ou en totalité issu de l’article de Wikipédia en anglais intitulé « Gobernador Virasoro » (voir la liste des auteurs).